# Nikolaj Mihajlovič Skomarohov
‎Nikolaj Mihajlovič Skomarohov, (rusko Скоморохов, Николай Михайлович) sovjetski (ruski) častnik, letalski as in heroj Sovjetske zveze, * 19. maj 1920, † 14. oktober 1994, Moskva.
Skomarohov je bil dvojni heroj Sovjetske zveze in letalski as s 46 samostojnimi in 8 skupnih zračnimi zmagami.

## Življenjepis
Leta 1935 je končal srednjo šolo in se zaposlil kot strojnik v astrahanski tovarni. Leta 1939 je pričel študirati na tehniški šoli in se ukvarjati z letenjem.
Decembra 1940 je prostovoljno vstopil v Rdečo armado. Marca 1942 je končal pilotsko vojaško-letalsko šolo. Prvo zračno zmago je dosegel januarja 1943.
Med celotno drugo svetovno vojno je opravil 605 poletov, bil udeležen v več kot 130 zračnih bojih in dosegel 46 samostojnih in 8 skupnih zračnih zmag. Še bolj presenetljiv podatek je, da med celotno vojno ni bilo njegovo letalo nikoli zadeto, on pa nikoli ranjen. 
Po vojni je končal Vojaško akademijo Frunze in Vojaško akademijo Vorošilov. Leta 1981 je bil povišan v maršala letalstva.
Bil je tudi član Vrhovnega sovjeta ZSSR.
14. oktobra 1994 je umrl v avtomobilski nesreči.

## Odlikovanja
- 2x heroj Sovjetske zveze: 23. februar 1945 (№ 4895) in 18. avgust 1945 (№ 6913)
- 4x red rdeče zastave: 1943, 2x 1944, 1945
- red Aleksandra Nevskega: 1944
- red domovinske vojne I. razreda: 1944
- red rdeče zvezde: 1955
- madžarski red rdeče zastave: 1955
- red partizanske zvezde I. razreda: 1945